# 特攻サンダーボルト作戦
『特攻サンダーボルト作戦』（とっこうサンダーボルトさくせん、原題：Raid on Entebbe）は、1977年のアメリカ合衆国のテレビ映画。監督はアーヴィン・カーシュナー、出演はピーター・フィンチやチャールズ・ブロンソンなど。
1976年6月27日に発生したエールフランス機のハイジャック事件から、7月4日に実行されたエンテベ空港奇襲作戦で人質が救出されるまでの8日間を描いた作品である。
テレビ映画だが、日本では当初『エンテベ急襲』という邦題で劇場公開される予定だった。だが当時日本政府が親アラブ的姿勢を保っていたこともあり政治的理由で中止となり、10年後に『特攻サンダーボルト作戦』に改題し公開された。後にテレビ放送された際は、固有名詞が架空のものに変更されフィクションとされた。

## キャスト
| 役名                                   | 俳優                        | 日本語吹替                                                                                             |
| 役名                                   | 俳優                        | フジテレビ版                                                                                           |
| -------------------------------------- | --------------------------- | --- |
| ダン・ショムロン准将                   | チャールズ・ブロンソン      | 大塚周夫                                                                                               |
| イツハク・ラビン首相                   | ピーター・フィンチ          | 中村正                                                                                                 |
| ダニエル・クーパー                     | マーティン・バルサム        | 宮川洋一                                                                                               |
| モルデカイ・グル参謀長 (Mordechai Gur) | ジャック・ウォーデン        | 寺島幹夫                                                                                               |
| ヴィルフリート・ボーゼ (Wilfried Böse) | ホルスト・ブッフホルツ      | 安原義人                                                                                               |
| イディ・アミン大統領                   | ヤフェット・コットー        | 玄田哲章                                                                                               |
| ヨナタン・”ヨニ”・ネタニヤフ           | スティーヴン・マクト        | 牛山茂                                                                                                 |
| サミー・バーグ                         | ジェームズ・ウッズ          | 江原正士                                                                                               |
| ガッド・ヤコビ (Gad Yaakobi)           | ウォーレン・J・ケマーリング | 仁内建之                                                                                               |
| シモン・ペレス国防相                   | ティグ・ アンドリュース     | 糸博                                                                                                   |
| イーガル・アロン                       | ロバート・ロッジア          | 上田敏也                                                                                               |
| ドーラ・ブロッホ                       | シルヴィア・シドニー        | 京田尚子                                                                                               |
| ベニー・ペレド少将                     | ジョン・サクソン            | 千田光男                                                                                               |
| バー・レフ (Haim Bar-Lev)              | ルー・ギルバート            | 藤本譲                                                                                                 |
| ミケル・バーコス機長 (Michel Bacos)    | エディ・コンスタンティーヌ  | 加藤正之                                                                                               |
| メナヘム・ベギン                       | デイヴィッド・オパトシュ    | 加藤正之                                                                                               |
| アリス                                 | キム・リチャーズ            | |
| イーライ・メルニック                   | アラン・アーバス            | |
| ガブリエレ・クリーガー                 | マリクレア・コステロ        | |
| ハーヴェイ氏                           | ハーヴェイ・レンベック      | |
| レイチェル・セイガー                   | ダイナ・マノフ              | |
| 不明 その他                            |                             | 長島涼子 秋元千賀子 峰あつ子 高宮俊介 山口健 小野健一 大塚明夫 井上喜久子 松岡洋子 羽村京子 池本小百合 |
|                                        |                             | |
| 演出                                   | 演出                        | 清水勝則                                                                                               |
| 翻訳                                   | 翻訳                        | 宇津木道子                                                                                             |
| 効果                                   | 効果                        | 南部満治 大橋勝次                                                                                      |
| 調整                                   | 調整                        | 金谷和美                                                                                               |
| 制作                                   | 制作                        | ザック・プロモーション                                                                                 |
| 解説                                   | 解説                        | 高島忠夫                                                                                               |
| 初回放送                               | 初回放送                    | 1989年6月10日 『ゴールデン洋画劇場』                                                                   |

## スタッフ
- 監督：アーヴィン・カーシュナー
- 製作：ダニエル・H・ブラット、エドガー・J・シェリック
- 脚本：バリー・ベッカーマン
- 撮影：ビル・バトラー
- 音楽：デヴィッド・シャイア
- 編集：ニック・アーチャー、バッド・S・アイザックス、アート・サイド
- 衣裳：パティ・ウッダード